# Hiperbaton
Hiperbaton (gr. ὑπέρβατον hypérbaton, łac. transgressio), przekładnia/przestawnia – zabieg retoryczny (zaliczany do tropów, a niekiedy do figur), polegający na niezwykłym przestawieniu szyku wyrazów w zdaniu, odbiegającym od normy językowej, np. Pospolita Rzecz zamiast Rzeczpospolita.